# Proechimys cuvieri
Espèce
Statut de conservation UICN

 LC  : Préoccupation mineure
Proechimys cuvieri est une espèce de mammifères rongeurs de la famille des Echimyidae qui regroupe des rats épineux originaires d'Amérique latine. c'est un rat terrestre épineux d'Amérique du Sud (Brésil, Guyane, Guyana, Pérou et Suriname).
Il est, du moins en Guyane, le réservoir du virus Leishmania mexicana amazonensis, responsable de leishmanioses cutanées.